# فومبوني
فومبوني (يبلغ عدد سكانها حوالي 19000) هي ثالث أكبر مدينة في جزر القمر. كما أنها العاصمة وأكبر مدينة في جزيرة موهيلي ذاتية الحكم، والتي تشكل أكثر من ثلث السكان. تتميز المدينة بأنها هادئة، وهي موطن لسوق قديم وحاجز ميناء. تتمتع الواجهة البحرية للمدينة بشعاب مرجانية. في الأيام الصافية، يمكنك أن يرى القاطن في فومبوني الجزر المجاورة مثل القمر الكبرى وأنجوان.

## البنى التحتية
يتكون المشهد الحضري لمدينة فومبوني بشكل رئيسي من مباني من طابق واحد خلف بعضها البعض على طول الشارع الرئيسي، والذي لم يتم تسميته رسميًا أبدًا، مثل معظم الطرق الترابية التي تمر عبر المدينة. يوجد في فومبوني مطار بندر السلام. تحتوي البلدة أيضًا على منفذ صغير يؤدي إلى رصيف بحري، ويستضيف حوض بناء بدائي، ومكتب بريد، وبنك، وسوق مغطى (تم تجديده في عام 2014 وافتتح في عام 2015، بجوار السوق القديم الذي يتمتع بهندسة معمارية من الطراز الإسلامي، مدرسة ابتدائية عامة، فندق، صيدلية، مستشفى، محطة وقود، فرع دائم من أليانس فرانسيز، ملعب لكرة القدم والنادي، مسجدان وبعض المتاجر والنزل المتواضعة.